# Лещава-Горішня
Лещава-Горішня (пол. Leszczawa Górna) — село в Польщі, у гміні Бірча Перемишльського повіту Підкарпатського воєводства.
Населення — 122 особи (2011).

## Географія
Село розташоване на відстані 6 кілометрів на південний захід від центру гміни села Бірчі, 28 кілометрів на південний захід від центру повіту міста Перемишля і 54 кілометри на південний схід від столиці воєводства — міста Ряшіва.

## Історія
В XI-XIII століттях на цих землях існувало Перемишльське руське князівство зі столицею в Перемишлі, яке входило до складу Галицького князівства, а пізніше Галицько-Волинського князівства.
Після захоплення цих земель Польщею територія в 1340–1772 роках входила до складу Сяноцької землі Руського воєводства Королівства Польського.
Село Ліщава-Горішня засноване в 15 столітті на волоському праві. Належало до власності Гумницьких (пол. Humnickich).
В 1772 році внаслідок першого поділу Польщі село Ліщава-Горішня відійшло до імперії Габсбургів.
В 1794 році в Ліщаві-Горішній коштом родини Гумницьких збудовано парафіяльну церкву святого Михаїла Архангела (каплиця парафіяльна знаходилася в Кузьмині), після Другої світової війни й виселення українського населення церква не використовувалась і завалилась в 70-х роках 20 століття.
Після розпаду Австро-Угорщини і утворення Другої Речі Посполитої це переважно населене українцями село Надсяння, як й інші етнічні українські території (Лемківщина, Підляшшя, Сокальщина, Равщина і Холмщина), опинилося по польському боці розмежування, що було закріплено в Ризькому мирному договорі 1921 року. Село входило до ґміни Кузьміна Добромильського повіту Львівського воєводства. На 1.01.1939 в селі було 1230 жителів, з них 990 українців-грекокатоликів, 120 українців-римокатоликів, 10 поляків, 60 польських колоністів міжвоєнного періоду, 50 євреїв
Після нападу 1 вересня 1939 року Третього Рейху на Польщу й початку Другої світової війни та вторгнення СРСР до Польщі 17 вересня 1939 року Ліщава-Горішня, що знаходиться на правому, східному березі Сяну, разом з іншими навколишніми селами відійшла до СРСР і ввійшла до складу Бірчанського району (районний центр — Бірча) утвореної 27 листопада 1939 року Дрогобицької області УРСР (обласний центр — місто Дрогобич).
З початком німецько-радянської війни село вже в перший тиждень було зайняте військами вермахту.
В кінці липня 1944 року село було зайняте Червоною Армією.
13 серпня розпочато мобілізацію українського населення Дрогобицької області до Червоної Армії (облвоєнком — підполковник Карличев).
Біля цього села 28 жовтня 1944 року УПА провела найбільшу на теренах Польщі битву з радянськими військами НКВД.
В березні 1945 року Ліщава-Горішня, як і весь Бірчанський район з районним центром Бірча, Ліськівський район з районним центром Лісько та західна частина Перемишльського району включно з містом Перемишль зі складу Дрогобицької області передано Польщі.
Москва підписала й 16 серпня 1945 року опублікувала офіційно договір з Польщею про встановлення лінії Керзона українсько-польським кордоном та, незважаючи на бажання українців залишитись на рідній землі, про передбачене «добровільне» виселення приблизно одного мільйона українців з «Закерзоння», тобто Підляшшя, Холмщини, Надсяння і Лемківщини.,
Розпочалося виселення українців з рідної землі. Проводячи депортацію, уряд Польщі, як і уряд СРСР, керувалися Угодою між цими державами, підписаною в Любліні 9 вересня 1944 року, але, незважаючи на текст угоди, у якому наголошувалось, що «Евакуації підлягають лише ті з перелічених (…) осіб, які виявили своє бажання евакуюватися і щодо прийняття яких є згода Уряду Української РСР і Польського Комітету Національного Визволення. Евакуація є добровільною і тому примус не може бути застосований ні прямо, ні посередньо. Бажання евакуйованих може бути висловлено як усно, так і подано на письмі.», виселення було примусовим і з застосуванням військових підрозділів.
Українська Повстанська Армія намагалась захистити мирне українське населення від примусової депортації польською армією та не дати польській владі заселювати звільнені господарства поляками.
Українське населення села, якому вдалося уникнути депортації до СРСР, попало в 1947 році під етнічну чистку під час проведення Операції «Вісла» і було виселено на ті території у західній та північній частині польської держави, що до 1945 належали Німеччині.
У 1975—1998 роках село належало до Перемишльського воєводства.

## Населення
Демографічна структура станом на 31 березня 2011 року:
|          | Загалом | Допрацездатний вік | Працездатний вік | Постпрацездатний вік |
| -------- | ------- | ------------------ | ---------------- | -------------------- |
| Чоловіки | 67      | 21                 | 34               | 12                   |
| Жінки    | 55      | 10                 | 28               | 17                   |
| Разом    | 122     | 31                 | 62               | 29                   |

- 1785 — 290 греко-католиків, 89 римо-католиків, 10 євреїв
- 1840 — 676 греко-католиків
- 1859 — 670 греко-католиків
- 1879 — 739 греко-католиків
- 1899 — 700 греко-католиків
- 1926 — 790 греко-католиків
- 1929 — 1092 мешканці
- 1938 — 1064 греко-католики

## Персоналії
- Найдук Йосип Михайлович (1934—2015) — український актор, композитор.